# اوسیولا، میشیگان
اوسیولا (به انگلیسی: Oceola Township) یک منطقهٔ مسکونی در ایالات متحده آمریکا است که در شهرستان لیوینگستون، میشیگان واقع شده‌است.
 اوسیولا ۹۵٫۲ کیلومتر مربع مساحت و ۱۱٬۹۳۶ نفر جمعیت دارد و ۲۹۱ متر بالاتر از سطح دریا واقع شده‌است.